# Фрагмипедиум
Фрагмипедиум (лат. Phragmipedium) — род многолетних травянистых растений семейства Орхидные.
Аббревиатура родового названия — Phrag.
Многие представители рода и гибриды с их участием популярны в комнатном и оранжерейном цветоводстве, а также широко представлены в ботанических садах.

## Синонимы
По данным Королевских ботанических садов в Кью:
- Uropedium Lindl., 1846
- Phragmopedilum Rolfe, 1901

## Этимология
Название «Phragmipedium» происходит от др.-греч. φράγμα — разделение, перегородка и πέδιλον — башмачок, туфелька, и указывает на разделенную на три части завязь цветка.

## История описания
В 1896 английский ботаник Роберт Рольфе разделил трибу Cypripedioideae на 4 рода — Paphiopedilum, Phragmipedium, Selenipedium и Cypripedium. 
На протяжении последующего столетия название рода несколько раз видоизменялось (Phragmopedilum, Uropedium). 
 В 1975 году в Международном кодексе ботанической номенклатуры принятом на двенадцатом Международном ботаническом конгрессе в Ленинграде, было окончательно закреплено современное название рода. Названия Uropedium и Phragmopedilum были признаны синонимами.
Первый из представителей рода Phragmipedium — Cypripedium vittatum был описан бразильским натуралистом монахом-францисканцем Жозе Веллозу в 1831 году.

## Биологическое описание

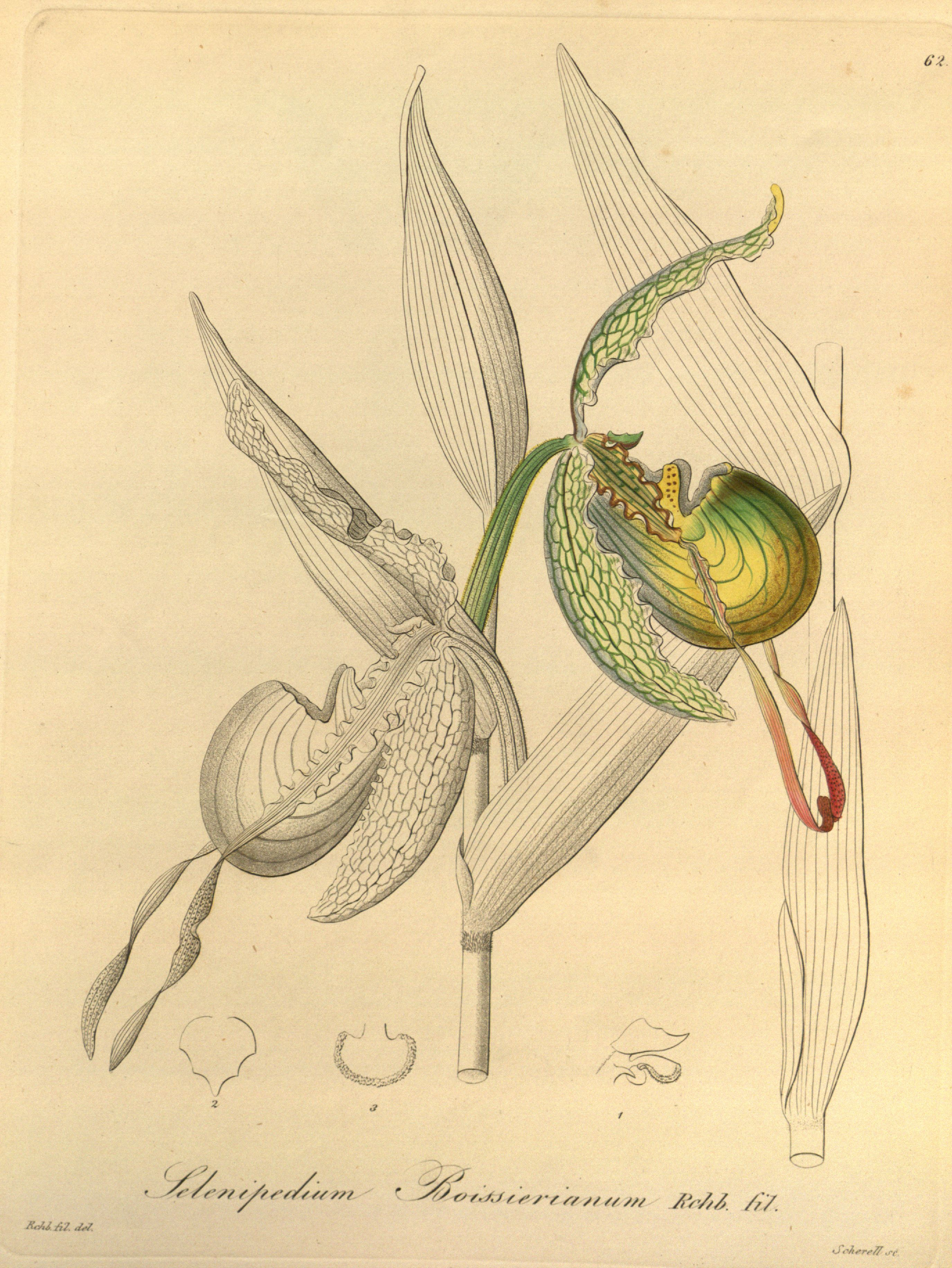
Phragmipedium boissierianum (syn. Selenipedium boissierianum)
Ботаническая иллюстрация из книги «Xenia orchidacea» vol. 1 tab. 62. 1858 г.

От средних до крупных размеров, взрослые растения некоторых видов до 1 метра в высоту (без цветоноса). Побег симподиальный, псевдобульб не образуют.
Ризома есть у всех видов. Обычно сильно укорочена.
Корни хорошо развитые.
Листья жесткие, кожистые, ремневидные, приподнятые, иногда свисающие, часто осоковидные.
Цветонос длинный, до 1 метра в высоту, прямой или дугообразный, иногда ветвящийся, малоцветковый, с хорошо выраженными прицветниками.
Цветки крайне разнообразны по окраске. У большинства видов петалии узкие и удлиненные, часто закрученные. У Phragmipedium caudatum и некоторых близких ему видов петалии продолжают расти несколько дней после раскрытия цветка. Верхний сепалий часто удлиненный, у Phragmipedium lindenii может достигать 40 см в длину.
Губа сидячая, шлемовидная, играет роль посадочной платформы для насекомого-опылителя.
Колонка короткая, толстая.
У фрагмипедиумов завязь с тремя впадинами, в то время как цветки Paphiopedilum имеют на завязи только одну впадину. Края губы у основания петалий сильно сближены, тогда как у Paphiopedilum они не соединяются. Сепалии в бутоне соединены гранями, а у Paphiopedilum сложены подобно плиткам.

## Распространение и экологические особенности
Тропические области Центральной и Южной Америки, от юга Мексики и Гватемалы до юга Боливии и Бразилии.
Большинство видов растет в горных районах на высотах от 900 до 1500 метров над уровнем моря, некоторые представители (Phrag. longifolium) встречаются и на уровне моря. 

Большая часть видов — наземные растения и литофиты, населяющие влажные местообитания. Меньшая часть видов являются эпифитами и полуэпифитами.
В местах произрастания большинства видов хорошо выражены как сезонные, так и суточные колебания температур, а относительная влажность воздуха не опускается ниже 50 %. Многие виды легко переносят кратковременные снижения температуры до 5—10 °C, а некоторым видам, например Phragmipedium caudatum такое понижение необходимо для стимуляции цветения.

## Проблема охраны исчезающих видов

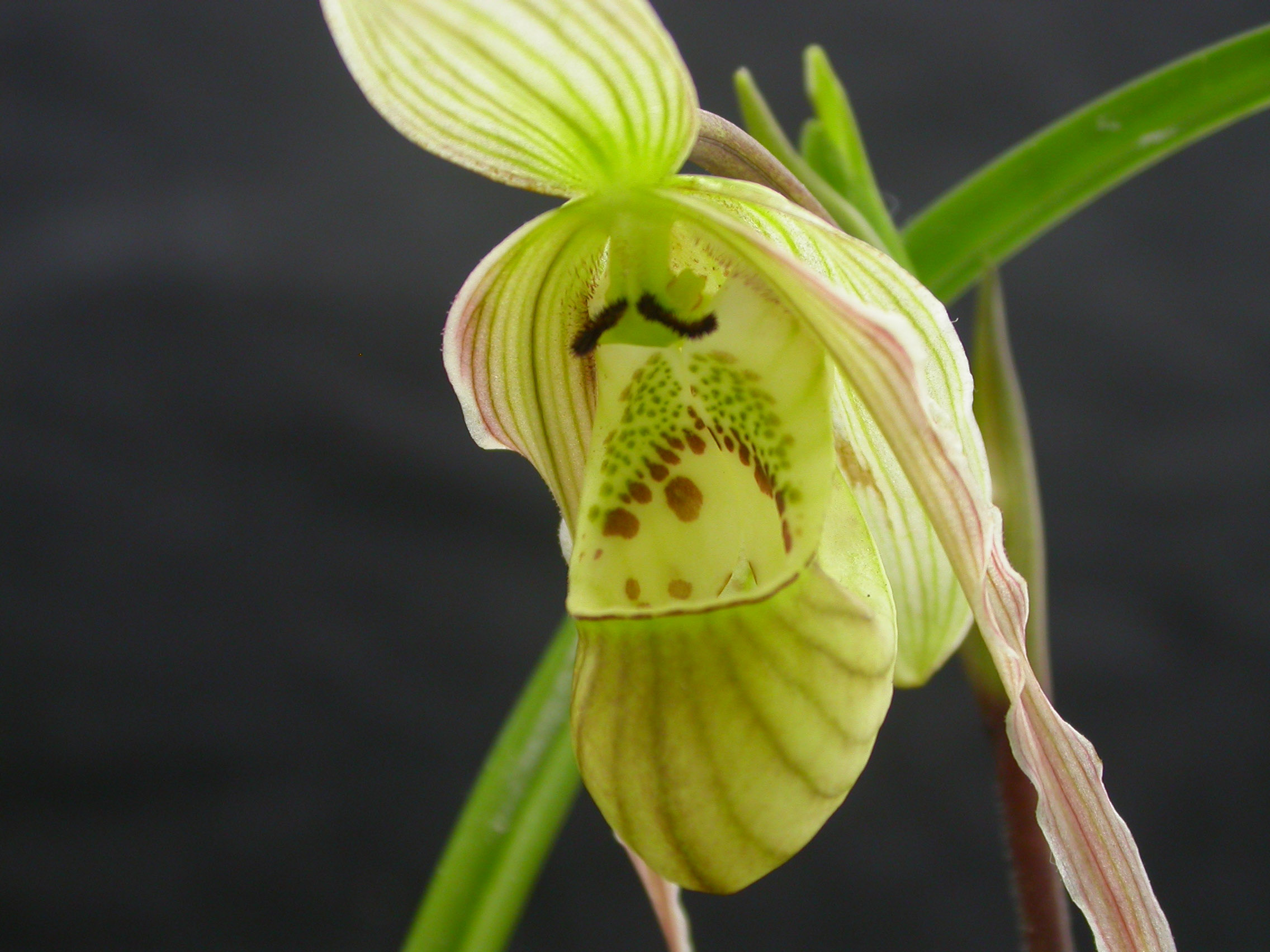
Phragmipedium pearcei

Места обитания всех видов Фрагмипедиумов находятся под сильным давлением человека. Во всех местах их обитания продолжается уничтожение тропических лесов и превращение их в сельскохозяйственные угодья. Чрезмерный сбор растений для экспорта с целью удовлетворения спроса со стороны коллекционеров орхидей подрывает численность видов, произрастающих в ещё сохранившихся естественных местообитаниях.
Все виды рода Фрагмипедиум входят в Приложение II Конвенции CITES. Цель Конвенции состоит в том, чтобы гарантировать, что международная торговля дикими животными и растениями не создаёт угрозы их выживанию.

## Систематика

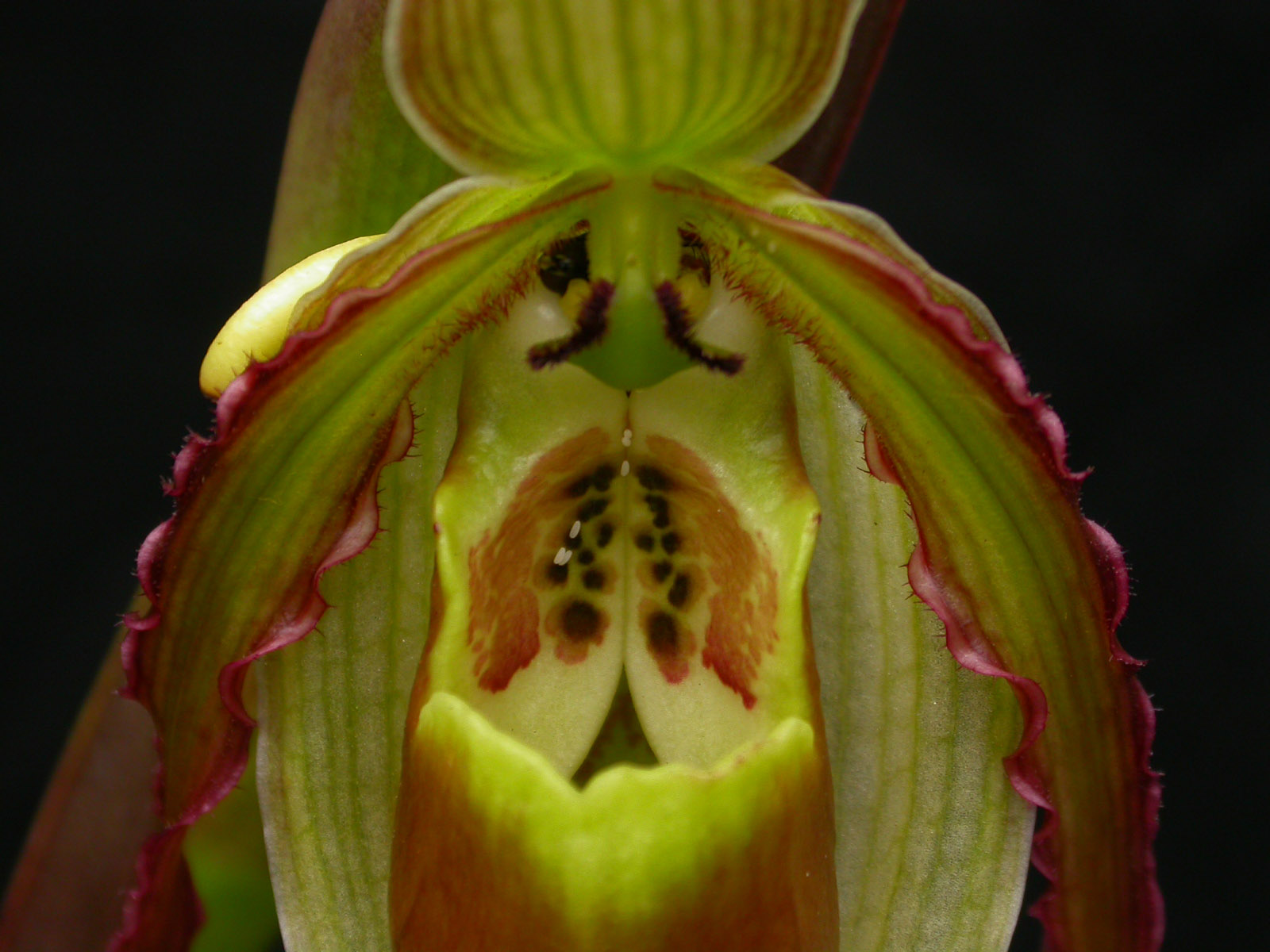
Phragmipedium vittatum

Одной из проблем классификации этого рода, является то, что многие виды имеют крупные и миниатюрные формы, и часто эти формы произрастают в одних и тех же местах. Когда они входят в культуру, то могут быть приняты за разные виды.
Таксономия рода Phragmipedium не устоявшаяся. Состав и названия секций регулярно пересматриваются. 

Состав секций приведен по данным сайта Phragweb.info:
- Секция — Phragmipedium Rolfe.
  - Phragmipedium caudatum, Phragmipedium warszewiczianum, Phragmipedium popowii,

Phragmipedium exstaminodium, Phragmipedium lindenii
- Секция — Himantopetalum (Hallier) Garay
  - Phragmipedium caricinum, Phragmipedium christiansenianum, Phragmipedium pearcei, Phragmipedium klotzscheanum, Phragmipedium richteri, Phragmipedium tetzlaffianum.

- Секция — Platypetalum (Pfitzer) Garay
  - Phragmipedium lindleyanum.

- Секция — Lorifolia (Kraenzl.) Garay
  - Phragmipedium longifolium, Phragmipedium hartwegii, Phragmipedium boissierianum, Phragmipedium hirtzii, Phragmipedium vittatum, Phragmipedium brasiliense.

- Секция — Micropetalum (Hallier) Garay
  - Phragmipedium schlimii, Phragmipedium fischeri, Phragmipedium andreettae,

Phragmipedium besseae, Phragmipedium dalessandroi.
- Секция — Schluckebieria Braem
  - Phragmipedium kovachii.

## Виды

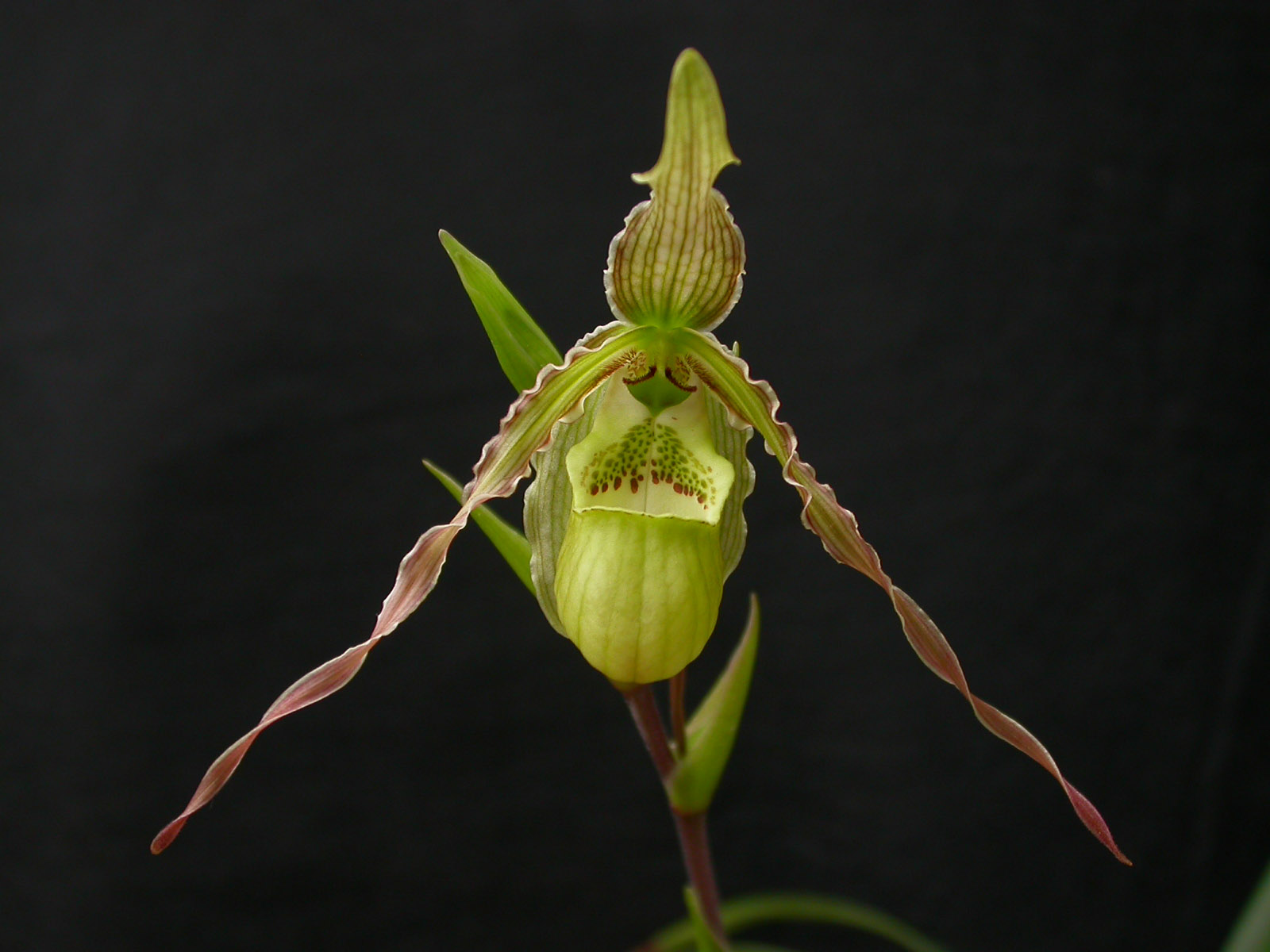
Phragmipedium richteri

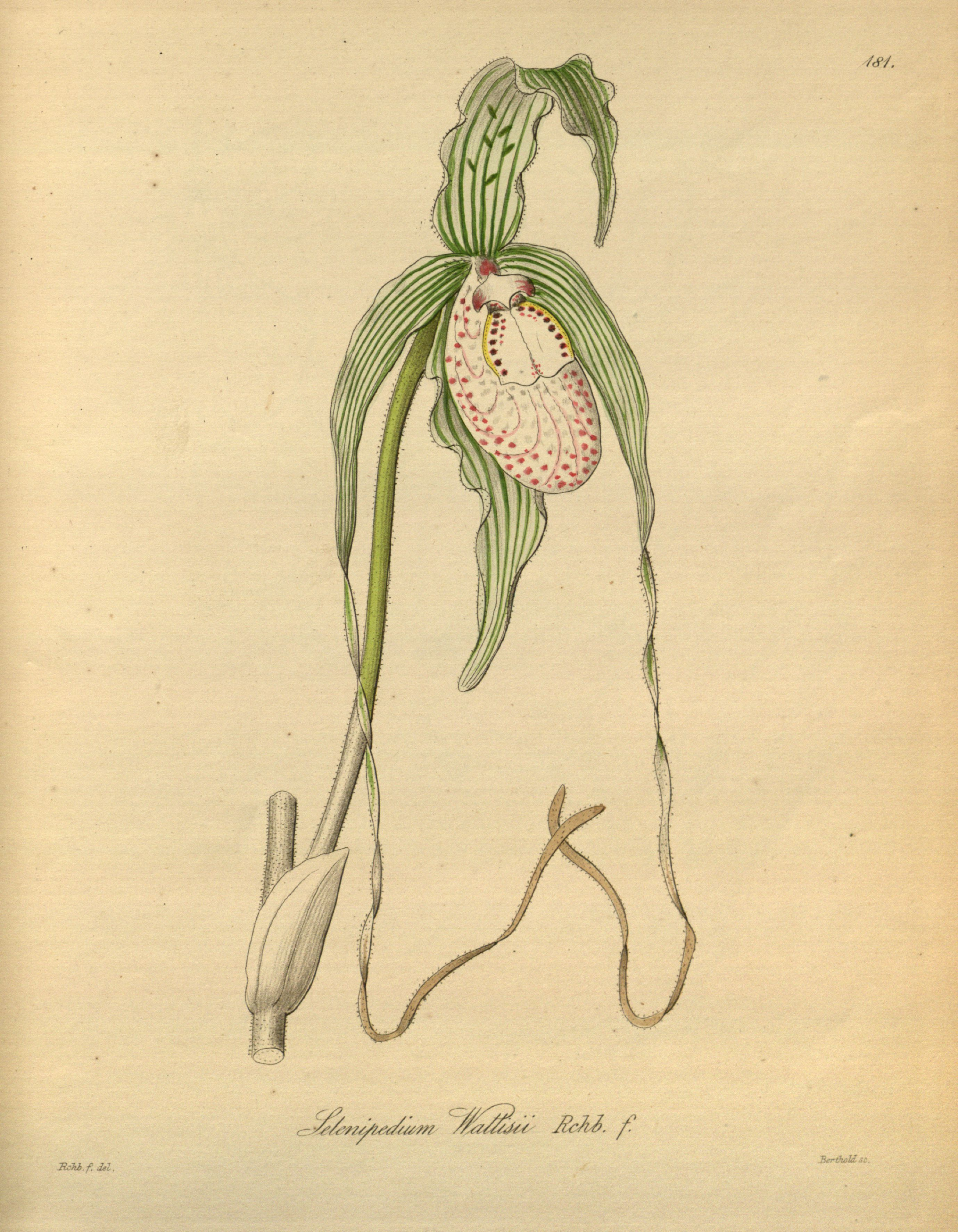
Phragmipedium warszewiczianum
ботаническая иллюстрация из книги «Xenia Orchidacea» 1874 г.

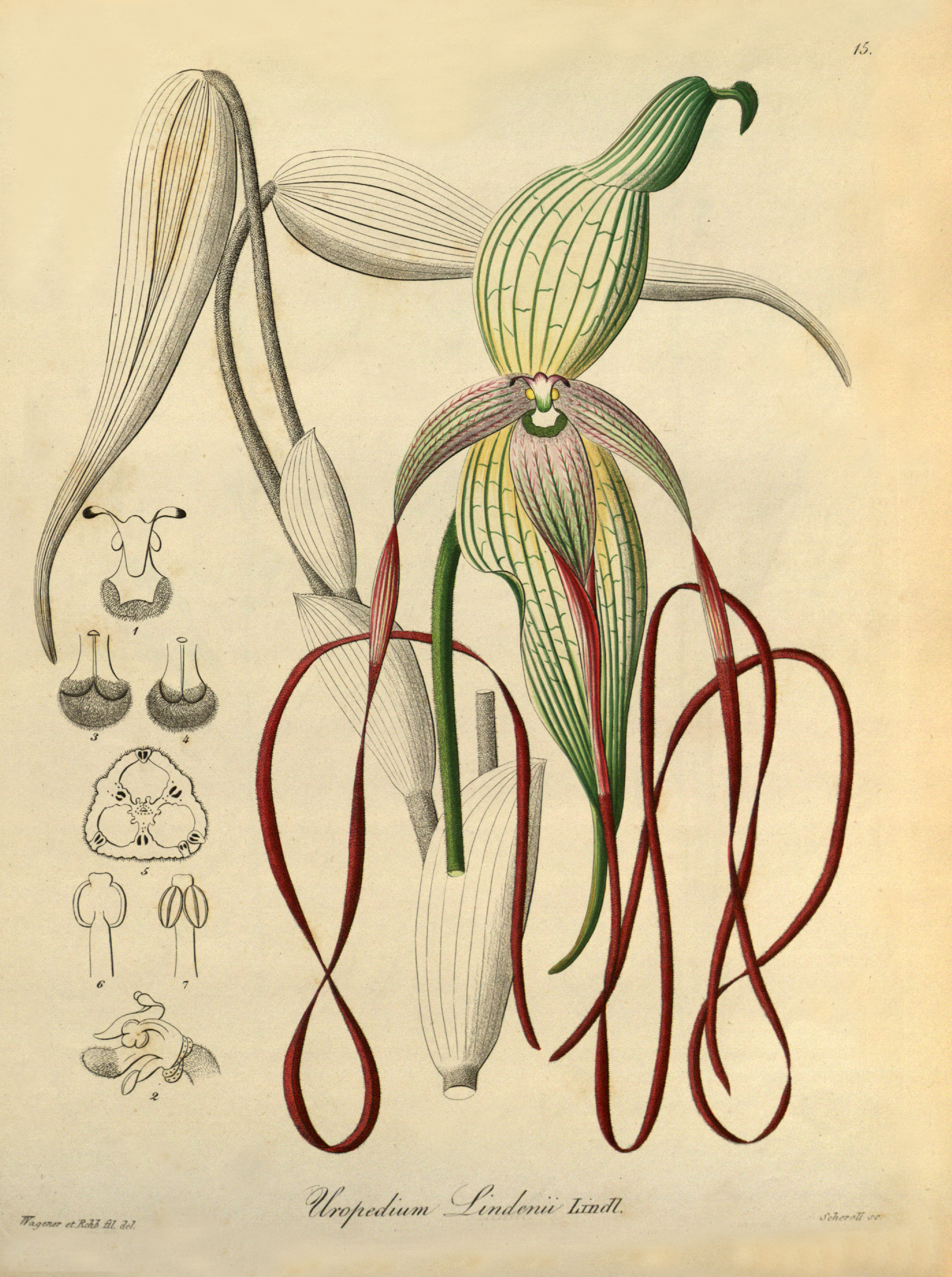
Phragmipedium lindenii
ботаническая иллюстрация из книги «Xenia orchidacea» vol. 1 tab. 15, 1858 г.

Список видов (включая устаревшие названия) по данным Королевских ботанических садов в Кью:
- Phragmipedium andreettae P.J.Cribb & Pupulin, 2006
- Phragmipedium besseae Dodson &J.Kuhn, 1981
  - Phragmipedium besseae var. besseae.
  - Phragmipedium besseae var. dalessandroi (Dodson & O.Gruss) A.Moon & P.J.Cribb, 1997
  - Phragmipedium besseae var. flavum Braem, 1990 = Phragmipedium besseae var. besseae
  - Phragmipedium besseae f. flavum (Braem) O.Gruss & Roeth, 1999 = Phragmipedium besseae var. besseae
- Phragmipedium boissierianum (Rchb.f. & Warsz.) Rolfe, 1896
  - Phragmipedium boissierianum var. boissierianum.
  - Phragmipedium boissierianum var. czerwiakowianum (Rchb.f. & Warsz.) O.Gruss, 1995
- Phragmipedium brasiliense Quené & O.Gruss, 2003
- Phragmipedium cajamarcae Schltr., 1921 = Phragmipedium boissierianum
- Phragmipedium caricinum (Lindl. & Paxton) Rolfe, 1896
- Phragmipedium caudatum (Lindl.) Rolfe, 1896 typus
  - Phragmipedium caudatum var. lindenii (Lindl.) Pfitzer in Engl., 1903 = Phragmipedium lindenii
  - Phragmipedium caudatum var. roseum Delchev., 1867 = Phragmipedium warszewiczii
  - Phragmipedium caudatum var. wallisii (Rchb.f.) Stein, 1892 = Phragmipedium warszewiczianum
  - Phragmipedium caudatum var. warszewiczianum (Rchb.f.) Pfitzer in Engl., 1903 = Phragmipedium caudatum
- Phragmipedium chapadense Campacci & R.Takase, 2000
- Phragmipedium christiansenianum O.Gruss & Roeth, 2001 = Phragmipedium longifolium
- Phragmipedium czerwiakowianum (Rchb.f. & Warsz.) Rolfe, 1896 = Phragmipedium boissierianum var. czerwiakowianum
- Phragmipedium dalessandroi Dodson & O.Gruss, 1996 = Phragmipedium besseae var. dalessandroi
- Phragmipedium dariense (Rchb.f.) Garay, 1979 = Phragmipedium longifolium
- Phragmipedium ecuadorense Garay, 1978 = Phragmipedium pearcei
- Phragmipedium exstaminodium Castaño, Hágsater & E.Aguirre, 1984
  - Phragmipedium exstaminodium subsp. warszewiczii Dressler, 2005 = Phragmipedium warszewiczii
- Phragmipedium fischeri Braem & H.Mohr, 1996
- Phragmipedium hartwegii (Rchb.f.) Pfitzer in Engl., 1903 = Phragmipedium longifolium
  - Phragmipedium hartwegii f. baderi (Roeth & O.Gruss) O.Gruss, 2001 = Phragmipedium longifolium
  - Phragmipedium hartwegii var. baderi Roeth & O.Gruss, 1997 = Phragmipedium longifolium
- Phragmipedium hincksianum (Rchb.f.) Garay, 1979 = Phragmipedium longifolium
- Phragmipedium hirtzii Dodson, 1988
- Phragmipedium humboldtii (Warsz. ex Rchb.f.) J.T.Atwood & Dressler, 1999 = Phragmipedium warszewiczii
  - Phragmipedium humboldtii subsp. exstaminodium (Castaño, Hágsater & E.Aguirre) J.T.Atwood & Dressler, 1999 = Phragmipedium exstaminodium
- Phragmipedium kaieteurum (N.E.Br.) Garay, 1979 = Phragmipedium lindleyanum
- Phragmipedium klotzschianum (Rchb.f.) Rolfe, 1896
- Phragmipedium kovachii J.T.Atwood, Dalström & Ric.Fernández, 2002
- Phragmipedium lindenii (Lindl.) Dressler & N.H.Williams, 1975
  - Phragmipedium lindenii subsp. wallisii (Rchb.f.) Dressler, 2005 = Phragmipedium warszewiczianum
- Phragmipedium lindleyanum (M.R.Schomb. ex Lindl.) Rolfe, 1896
  - Phragmipedium lindleyanum var. sargentianum (Rolfe) O.Gruss, 2003 = Phragmipedium lindleyanum
- Phragmipedium longifolium (Warsz. & Rchb.f.) Rolfe, 1896
  - Phragmipedium longifolium var. chapadense (Campacci & R.Takase) O.Gruss, 2003 = Phragmipedium chapadense
  - Phragmipedium longifolium var. darienense (Rchb.f.) Hallier f., 1897 = Phragmipedium longifolium
  - Phragmipedium longifolium var. gracile (H.J.Veitch) Pfitzer in Engl., 1903 = Phragmipedium longifolium
  - Phragmipedium longifolium f. gracile (H.J.Veitch) O.Gruss, Caesiana 2001 = Phragmipedium longifolium
  - Phragmipedium longifolium var. hincksianum (Rchb.f.) Stein, 1892 = Phragmipedium longifolium
  - Phragmipedium longifolium f. minutum O.Gruss, 2001 = Phragmipedium longifolium
  - Phragmipedium longifolium var. roezlii (Rchb.f.) Hallier f., 1897 = Phragmipedium longifolium
- Phragmipedium pearcei (Rchb.f.) Rauh & Senghas, 1975
  - Phragmipedium pearcei var. ecuadorense (Garay) C.Cash ex O.Gruss, 1994 = Phragmipedium pearcei
- Phragmipedium peruvianum Christenson, 2002 = Phragmipedium kovachii
- Phragmipedium popowii Braem, 2004 = Phragmipedium warszewiczii
- Phragmipedium reticulatum (Rchb.f.) Schltr., 1921
- Phragmipedium richteri Roeth & O.Gruss, 1994
- Phragmipedium roezlii (Rchb.f.) Garay, 1979 = Phragmipedium longifolium
- Phragmipedium sargentianum (Rolfe) Rolfe, 1896 = Phragmipedium lindleyanum
- Phragmipedium schlimii (Linden ex Rchb.f.) Rolfe, 1896
  - Phragmipedium schlimii var. albiflorum (Linden) Braem, 1996 = Phragmipedium schlimii
  - Phragmipedium schlimii f. albiflorum (Linden) O.Gruss, 1996 = Phragmipedium schlimii
- Phragmipedium tetzlaffianum O.Gruss, 2000
- Phragmipedium vittatum (Vell.) Rolfe, 1896
- Phragmipedium wallisii (Rchb.f.) Garay, 1978 = Phragmipedium warszewiczianum
- Phragmipedium warszewiczianum (Rchb.f.) Schltr., 1922
- Phragmipedium warszewiczii (Rchb.f.) Christenson, 2006
  - Phragmipedium warszewiczii subsp. exstaminodium (Castaño, Hágsater & E.Aguirre) Christenson, 2006 = Phragmipedium exstaminodium
- Phragmipedium xerophyticum Soto Arenas, Salazar & Hágsater, 1990 = Mexipedium xerophyticum

## Природныегибриды
Межвидовые природные гибриды возникают случайно у близкородственных видов, произрастающих на одной и той же территории и цветущих в одно и то же время.
По данным Королевских ботанических садов в Кью:
- Phragmipedium ×roethianum — Phrag. hirtzii × Phrag. longifolium O.Gruss & Kalina, 1998

## В культуре
Фрагмипедиумы — простые в выращивании растения, стабильно цветущие, исключительно сильные и весьма стойкие к вредителям. Виды с длинными петалиями, типа Phragmipedium caudatum, его родственники и гибриды цветут одновременно тремя — пятью цветками на одном цветоносе. Другие виды цветут последовательно, раскрывая множество отдельных цветков в течение длительного времени, цветение некоторых продолжается до восьми месяцев.

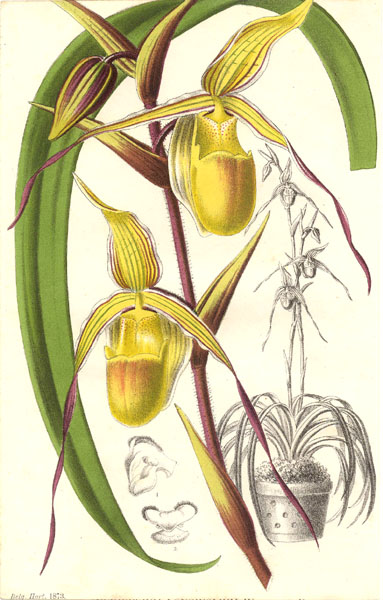
Phragmipedium longifolium

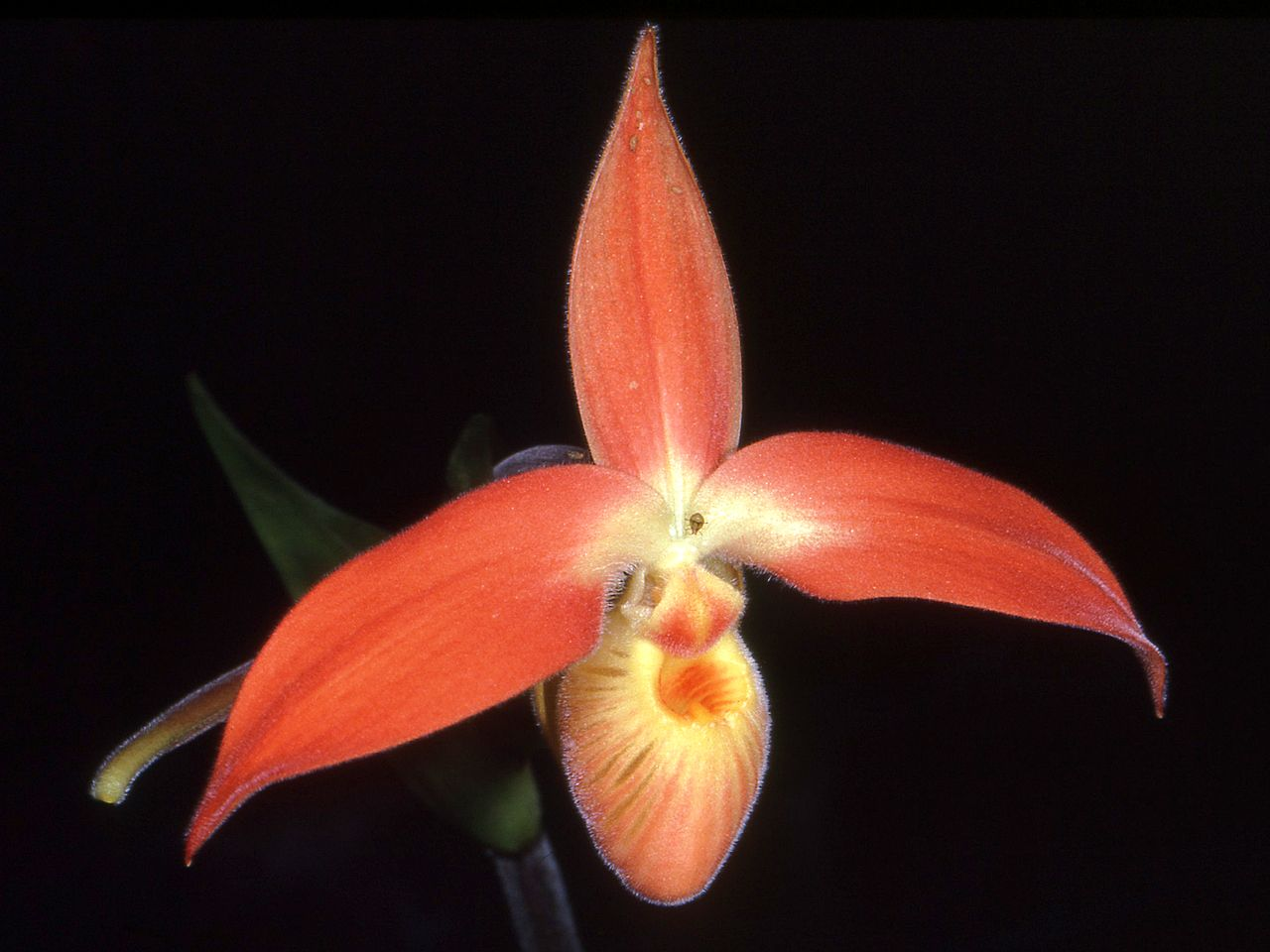
Phragmipedium besseae var. dalessandroi

Первым Фрагмипедиумом зацветшим в Европе был Phragmipedium caudatum. Это произошло в 1847 году в Англии.
До 1989 года только четыре вида считались интересными и были хорошо распространены в культуре: Phrag. besseae, Phrag. caudatum, Phrag. lindenii и Phrag. schlimii. До 1989 года, когда ещё можно было законно импортировать растения изъятые из природы, фирмы занимающиеся массовой продажей орхидей отказывались заниматься видовыми растениями, из-за низкого спроса. После того как весь род был внесен в Приложение I конвенции CITES, практически все виды фрагмипедиумов стали предметом активного интереса среди коллекционеров.
Фрагмипедиумы часто разделяют на 2 условные группы — группа «caudatum», или «сухая» группа, куда входит Phrag. caudatum и другие представители секций Phragmipedilum и Platypetalum, и группа «besseae», или «влажная» группа, объединяющая Phrag. schlimii, Phrag. besseae и родственные виды.
Температурная группа: от холодной до теплой, в зависимости от экологии вида.
Существует опыт содержания крупной коллекции видов и гибридов в одинаковых температурных условиях. Дневная летняя температура 29—32 °C. Зимой около 16 °С.
Субстрат
Фрагмипедиумы содержат в пластиковых и керамических горшках с несколькими дренажными отверстиями на дне, обеспечивающими равномерную просушку субстрата, а также в корзинках для эпифитов. Пластиковые горшки должны быть белые, во избежание перегрева корней на солнце.
Общим элементом субстратов смесей для фрагмипедиумов являются кусочки от 0,5 до 2 см коры сосны. Пропорции компонентов субстрата подбираются в зависимости от относительной влажности воздуха в помещении, размера горшка и требований конкретного вида.
Варианты субстратов:
- 9 частей коры сосны, мелкой фракции
- 3 части мелкого перлита
- 3 части древесного угля, мелкой или супермелкой фракции
- 3 части сфагнума

Для крупных растений добавляют кору сосны среднего размера (1/4 часть от общего объёма коры).
- 8 частей сосновой коры средней фракции
- 4 части средней фракции древесного уголя
- 2 части древесного папоротник дерева средней фракции
- 1 часть лавы
- 1 часть перлита

Такой субстрат требует полноценного полива каждые 2—4 дня, в зависимости от погоды. Фрагмипедиумы могут оставаться в этом субстрате до двух лет. Более влагоемкие субстраты меняют ежегодно. Для сеянцев и молодых растений рекомендуется использовать тот же состав с добавлением нескольких частей сфагнума.
Для видов группы Phrag. caudatum рекомендуют использовать субстраты с большим содержанием коры или кокосовых чипсов, хорошо просыхающие и воздухопроницаемые. Для группы Phrag. besseae лучше подходят влагоемкие субстраты с добавками сфагнума, минеральной ваты и торфа.
pH субстрата примерно 5—6.
Полив
Фрагмипедиумы любят влажное содержание. Корни большинства видов располагаются в достаточно рыхлом поверхностном слое почвы состоящем из растительного опада, куда помимо влаги легко поступает воздух. Если грунт всегда сильно увлажнен, это препятствует аэрации корней и вызывает грибковые и бактериальные заболевания.
Частота полива должна быть подобрана таким образом, чтобы субстрат внутри горшка успевал почти полностью просохнуть, но не успел высохнуть полностью.
Растение чувствительно к накапливанию солей в субстрате. Признаком проблем с засолением субствата может служить почернение кончиков листьев. Также отмирание кончиков листьев может происходить при слишком сухом содержании. Возобновление более частого полива должен остановить распространение таких пятен. Если это не помогает, то необходима пересадка. Для полива лучше использовать воду прошедшую очистку методом обратного осмоса с добавлением малых доз специализированного удобрения для орхидей.
Относительная влажность воздуха 50—80 %. Низкая влажность воздуха (менее 45 %) в помещении, может приводить к сморщиванию растущих листьев.
Свет
Для многих видов освещённость должна составлять 20000—50000 lx, или 50—70 % от яркости прямого солнечного света. По требованиям к количеству света некоторые Фрагмипедиумы близки к Каттлеям. Недостаток света приводит к замедлению роста и проблем с цветением. Во избежание ожогов листьев в летнее время, растения следует притенять в полуденные часы, а в помещении где содержатся растения должно присутствовать интенсивное движение воздуха.
Некоторые коллекционеры содержат фрагмипедиумы при 24000—30000 lx. Единственное исключение — Phragmipedium besseae, этот вид более тенелюбив. Растения должны быть расположены достаточно свободно так, чтобы все листья смогли получить максимум света. Листья должны быть светло-зелёными. Темно-зелёные листья указывают на слишком малое количество света, а желтоватые на слишком большое количество солнца.
Пересадка
Большинство видов и гибридов легко переносят пересадку. Их пересаживают ежегодно после цветения. Phrag. besseae не образует корней на молодых побегах, если они не достигают субстрата. 
Частые деления нежелательны. Растение с тремя или четырьмя зрелыми розетками обычно дает два новых побега от каждой передней розетки, тогда как растение, состоящее из одной розетки, может дать только один рост за два или три года.

## Искусственныегибриды(грексы)
Опыты по гибридизации Фрагмипедиумов были начаты в XIX веке, было создано довольно много первичных и вторичных гибридов. Первый гибрид, Phrag. Dominianum, результат скрещивания Phrag. caudatum и Phrag. caricinum, зарегистрирован в 1870 году.
В отличие от Paphiopedilum, сложных (комплексных) гибридов у Фрагмипедиумов получено не было.
Гибридизация велась в двух направлениях, на основе Phrag. schlimii, для которых характерны укороченные петалии и розовая окраска и с участием представителей секции Phragmipedium (гибриды с длинными петалиями). Джеймс Вейч назвал эти группы группа Седени и группа Доминианум, по названиям первых полученных гибридов в соответствующих группах: Phragmipedium × Dominianum (Phrag. caudatum × Phrag. caricinum) и Phragmipedium × Sedenii (P. schlimii × Phrag. longifolium).
В последние годы создавались  яркие компактные гибриды на основе Phrag. besseae. Значительный вклад в современную гибридизацию внес британский фонд Эрика Янга (Eric Young Orchid Foundation), Дональд Уимбер и другие исследователи его группы создают прекрасные полиплоидные гибриды — победители многочисленных выставок. Первый их успех — Phrag. Eric Young (Phrag. besseae × Phrag. longifolium), послужил основой целой серии популярных современных гибридов. От Phrag. besseae они наследуют яркую окраску и более компактные размеры растения, а полиплоидность обеспечивает крупные размеры цветков.
На настоящий момент созданы сотни первичных и комплексных гибридов.